# Артамонов, Фёдор Владимирович
Фёдор Влади́мирович Артамо́нов (30 августа [12 сентября] 1906 — 9 июля 1944) — участник Великой Отечественной войны, командир 25-й гвардейской механизированной бригады 7-го гвардейского механизированного корпуса 60-й армии Центрального фронта, Герой Советского Союза (17.10.1943), гвардии полковник (на дату присвоения звания Героя Советского Союза — гвардии подполковник).

## Биография
Родился 30 августа (12 сентября) 1906 год в деревне Палькевичи ныне Хвастовичского района Калужской области в семье крестьянина. Русский. В 1911 году с родителями переезжает в Тобольскую губернию, в деревню Челноково ныне Абатского района Тюменской области. В 1926 году Федор Владимирович создает одну их первых коммун в районе, в 1931 году избирается председателем Челноковского сельсовета. Член ВКП(б)/КПСС с 1930 года. Учился в Пермском финансово-экономическом техникуме.
В 1932 году был призван в ряды Красной Армии. В 1934 году окончил Ульяновское бронетанковое училище, в 1941 году — ускоренный курс Военной академии механизации и моторизации РККА. В боях Великой Отечественной войны с сентября 1941 года. Воевал на Юго-Западном, Западном, Центральном и 1-м Белорусском фронтах.
26 сентября 1943 года 25-я гвардейская механизированная бригада под командованием гвардии подполковника Ф. В. Артамонова форсировала Днепр в районе села Домантово Чернобыльского района Киевской области, закрепилась на противоположном берегу, отразила ряд контратак противника и создала условия для переправы основных сил корпуса.
Указом Президиума Верховного Совета СССР от 17 октября 1943 года за мужество и героизм, проявленные в боях при освобождении Черниговщины и форсировании рек Сейм, Десна и Днепр гвардии подполковнику Фёдору Владимировичу Артамонову присвоено звание Героя Советского Союза с вручением ордена Ленина и медали «Золотая Звезда» (№ 1221).
Гвардии полковник Фёдор Владимирович Артамонов умер 9 июля 1944 года. По воспоминаниям П. Н. Пуханова, служившего помощником начальника штаба по учёту личного состава, бригада в это время находилась в Резерве ВГК и дислоцировалась в районе города Нежин Черниговской области. День 9 июля был жарким, и Артамонов на штабном «виллисе» уехал на реку, а вечером того же дня стало известно, что комбриг утонул в Десне.
Похоронен в селе Куликовка Черниговской области.

## Награды
- Медаль «Золотая Звезда» Героя Советского Союза
- Орден Ленина
- Два ордена Красного Знамени

## Память
- Похоронен в посёлке Куликовка Черниговской области.
- Именем Героя названы улицы в посёлке Куликовка и в селе Абатское Тюменской области.